# Anders Jeurling

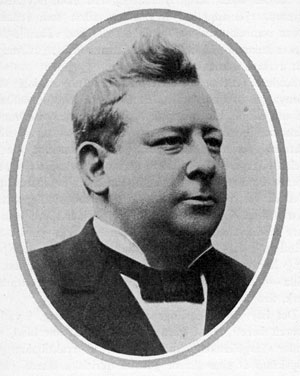
Anders Jeurling

Anders Elias Jeurling, född 21 december 1851 i Kristinehamn, död 28 mars 1906 på Jättna i Södermanland, var en svensk entreprenör och tidningsman. 

## Biografi
Jeurling avlade 1871 studentexamen, ägnade sig efter ett par års studier i Uppsala åt tidningsmannayrket och var redaktör för Gotlands Allehanda (1876–1877) och Karlstads-Tidningen (1879–1884) samt var oktober 1884-januari 1885 utgivare av en göteborgsk billighetstidning "Dagbladet", som snabbt fick läggas ner. Jeurling blev då medarbetare i Aftonbladet (redaktionssekreterare 1885–1889 och ansvarig utgivare april 1885-nov. 1887). I november 1889 uppsatte han med Christian Gernandt som förläggare Stockholmstidningen. Tidningen, som ursprungligen avsåg att för billigt pris lämna den stora allmänheten en innehållsrik tidning och hade liberal färg, fick en ovanligt stor spridning, och Jeurling var med endast kortare tids avbrott tidningens huvudredaktör till sin död. Han var en av stiftarna av Svenska Tidningsutgivareföreningen och dess mångårige ordförande. År 1887 upprättade han det privata postföretaget Stockholms stadspost för lokal postbefordran, som måste upphöra, då den ansågs komma i konflikt med postverkets regler. På sin egendom Jättna nära Stjärnhof inrättade han Solbacka läroverk.
Åren 1875–1892 var han gift med Maria Sofia Andersson (1855–1932), dotter till godsägaren Olof Gustav Andersson och Elisabet Nilsson, och från 1894 med Louise Kuylenstierna (1872–1954), dotter till majoren Carl Johan Ludvig Kuylenstierna och Eva Catharina Hjorth samt omgift med skolmannen Jean Berglund.